# Yakup Kadri Karaosmanoğlu
Yakup Kadri Karaosmanoğlu (27 mars 1889 Le Caire - 13 décembre 1974, Ankara) est un écrivain turc du XXe siècle. Auteur de romans, de nouvelles, de pièces de théâtre, d'essais et de livres autobiographiques, journaliste et diplomate. 
Imprégné de culture française, ses premières œuvres sont largement influencées par le symbolisme, mais par la suite il se consacre davantage à l'histoire de son pays. La découverte de la misère du paysan turc lorsqu'il séjourne à Ankara pendant la guerre de Libération suscite chez lui un véritable bouleversement qui se traduit dans son œuvre par une littérature plus réaliste. Il traite désormais des difficultés auxquelles le peuple se trouve confronté et des obstacles que doit surmonter le mouvement révolutionnaire pour transformer le pays tout entier. En 1932, il publie son roman le plus connu, Yaban (L’Étranger), traduit en français en 1989. Il y décrit sans complaisance la misère qu’il a découverte au cœur de l’Anatolie. 

## Biographie
Karaosmanoğlu passe son enfance au Caire. À six ans, il s’installe avec sa famille à Manisa, à l’ouest de la Turquie, d’où ses ancêtres sont originaires. À la mort de son père, il regagne l’Égypte avec sa mère qui l’inscrit au collège des Frères d’Alexandrie où il apprend le français. En 1908, peu avant la proclamation de la seconde Constitution de l’Empire ottoman, la famille emménage à Istanbul où Karaosmanoğlu entreprend sans conviction des études de droit qu’il abandonne trois ans plus tard pour se consacrer à sa passion, l’écriture : articles, poèmes en prose, nouvelles, pièces de théâtre, essais lui assurent rapidement la notoriété. 
Avec la fin de la Grande Guerre, le démantèlement de l’Empire ottoman et l’invasion par les Alliés d’une grande partie de la Turquie, Karaosmanoğlu regagne Ankara, alors zone non occupée, pour y soutenir, par ses écrits, la guerre de résistance menée par Mustafa Kemal. Après la victoire des forces nationales turques et la proclamation de la République en 1923, il est envoyé à l’Assemblée des députés par les électeurs de la ville de Mardin. Proche de Mustafa Kemal Atatürk, il fréquente les hautes sphères du pouvoir, œuvrant activement à la réalisation des réformes républicaines. 
En 1932, il fonde la revue Kadro avec les intellectuels de gauche les plus en vue de l’époque, tels que Sevket Süreyya Aydemir et Vedat Nedim Tör. Cette revue mensuelle expose alors les fondements théoriques du kémalisme tout en prônant la nécessité d’une économie radicalement étatiste et d’une littérature sociale. Les premières études sérieuses sur la situation du paysan turc sont également publiées dans ce journal où l’on appelle par ailleurs à une réforme agraire à grande échelle. Mais par l’excès de ses prises de position, Kadro commence bientôt à déranger les membres libéraux du Parti républicain du peuple (CHP) fondé par Mustafa Kemal, qui lancent une campagne contre le journal, accusé tantôt de fascisme, tantôt de communisme. Atatürk, afin d’apaiser les tensions, juge préférable de mettre fin à cette expérience en faisant cesser toute publication en octobre 1934.
Karaosmanoğlu est alors nommé ambassadeur de Turquie à Tirana où il entame une carrière diplomatique qu’il décrit plus tard dans ses mémoires : Zoraki Diplomat (Diplomate à contrecœur), publiées en 1954, exerçant successivement les fonctions d’ambassadeur à Prague, à La Haye, à Téhéran et à Berne (1934-1954). Après le coup d’État de 1960, il revient à la politique en tant que député de Manisa (1964-1969), mais considérant que les principes du kémalisme sont bafoués par le CHP, il démissionne du parti au pouvoir en 1965.
Il devient rédacteur en chef du quotidien Ulus (Nation) et poursuit son activité littéraire jusqu’à la fin de sa vie en décembre 1974. 

## Principaux ouvrages

### Romans
- Kiralık Konak (1922)
- Nur Baba (1922)
- Hüküm Gecesi (1927)
- Sodom ve Gomore (1928)
- Yaban (1932)
- Ankara (1934)
- Bir Sürgün (1937)
- Panaroma (2 cilt, 1953)
- Hep O Şarkı (1956)

### Nouvelles
- Bir Serencam (1914)
- Rahmet (1923)
- Milli Savaş Hikâyeleri (1947)

### Poésie
- Erenlerin Bağından (1922)
- Okun Ucundan (1940)

### Théâtre
- Nirvana (1909)

### Mémoires
- Zoraki Diplomat (1955)
- Anamın Kitabı (1957)
- Vatan Yolunda (1958)
- Politikada 45 Yıl (1968)
- Gençlik ve Edebiyat Hatıraları (1969)

### Monographies
- Ahmet Haşim (1934)
- Atatürk (1946)

### Articles
- İzmir’den Bursa’ya (1922, Halide Edip, Falih Rıfkı Atay ve Mehmet Asım Us île birlikte)
- Kadınlık ve Kadınlarımız (1923)
- Seçme Yazılar (1928)
- Ergenekon (iki cilt, 1929)
- Alp Dağları’ndan ve Miss Chalfrin’in Albümünden (1942)

### En français
- Yaban (L’Étranger) Éditions Cent Pages/Unesco, 1989
- Yaban, coll. "indépendances", éditions Turquoise, Levallois-Perret, 2022
- Ankara, 2008, éditions Turquoise, Paris
- Leïla, fille de Gomorrhe (Sodome ve Gomore), 2009, éditions Turquoise, Paris